# Annette-von-Droste-Hülshoff-Preis
Der Annette-von-Droste-Hülshoff-Preis ist ein Literaturpreis, der vom Landschaftsverband Westfalen-Lippe vergeben wird. Mit diesem nach der westfälischen Schriftstellerin Annette von Droste-Hülshoff (1797–1848) benannten Preis werden Persönlichkeiten ausgezeichnet, „die sich durch besonders herausragende Leistungen auf dem Gebiet der Literatur hervorgetan“ haben.
Der Auszeichnung ging der nationalsozialistische Westfälische Literaturpreis voraus.

## Westfälischer Literaturpreis

### Einordnung
Der zweijährliche Westfälische Literaturpreis wurde 1934 von dem nationalsozialistischen Landeshauptmann der Provinz Westfalen Karl-Friedrich Kolbow gestiftet und bis 1943 vergeben. Zu den Initiatoren des Preises gehörte der nationalsozialistische Schriftsteller und Kulturfunktionär Josef Bergenthal. Ein Beirat, dem als Vertreter des Reichspropagandaamtes, also des Propagandaministeriums, Bergenthal angehörte, bereitete die Preisvergabe vor. Ab 1942 musste vor Verleihung die explizite Zustimmung des Propagandaministers vorliegen. Die Preissumme betrug RM 10.000.
Der hochdotierte Preis war ein „kulturpolitisches Instrument“ und wurde an regimetreue Autoren vergeben.

### Preisträger
- 1935 Josefa Berens-Totenohl
- 1937 Maria Kahle
- 1939 Karl Wagenfeld
- 1941 Heinrich Luhmann
- 1943 Christine Koch
- 1945 keine Verleihung

## Annette-von-Droste-Hülshoff-Preis

### Einordnung
Der ursprünglich meist in zwei- bis vierjährlichem Turnus vergebene Annette-von-Droste-Hülshoff-Preis ist eine von fünf Auszeichnungen, die der Landschaftsverband Westfalen-Lippe seit 1946 an Künstler bzw. Forscher vergibt. Die weiteren Preise sind der seit 1952 alle zwei Jahre vergebene Konrad-von-Soest-Preis (Westfälischer Kunstpreis), der seit 1959 alle sechs Jahre vergebene Hans-Werner-Henze-Preis (Westfälischer Musikpreis), der seit 1979 alle drei Jahre vergebene Karl-Zuhorn-Preis sowie der seit 1983 jährlich vergebene Förderpreis für Westfälische Landeskunde. Die Dotierung betrug zuletzt € 12.800.
Seit 2024 wird der Preis „von einer Fachjury im fünfjährigen Turnus an eine Persönlichkeit verliehen, die sich durch besonders herausragende Leistungen auf dem Gebiet der Literatur hervorgetan hat“, und ist mit 35.000 Euro dotiert.

### Preisträger
- 1946: Augustin Wibbelt, Margarete Windthorst
- 1947–1952: keine Verleihung
- 1953: Adolf von Hatzfeld, Josef Winckler
- 1955: Paul Schallück, Walter Vollmer
- 1957: Ernst Meister
- 1961: Anton Aulke
- 1963: Friedrich Sieburg
- 1967: Willy Kramp
- 1969: Josef Reding
- 1973: Wolfgang Körner
- 1975 keine Verleihung
- 1979: Peter Rühmkorf
- 1981: Max von der Grün
- 1985: Hans Georg Bulla
- 1987: Harald Hartung
- 1991: Jenny Aloni
- 1993: Ralf Thenior
- 1997: Sarah Kirsch
- 1999: Ludwig Homann
- 2003: Hans-Ulrich Treichel
- 2005: Wiglaf Droste
- 2008: Tilman Rammstedt
- 2010: Jürgen Banscherus[6]
- 2012: Judith Kuckart[7]
- 2015: Cornelia Funke[8]
- 2017: Sabrina Janesch
- 2020: Michael Roes
- 2024: Anne Weber

## Weiterer Droste-Preis
Der Droste-Preis der Stadt Meersburg wird ebenfalls zu Ehren der Dichterin verliehen.